# 拉里诺 (顿涅茨克州)

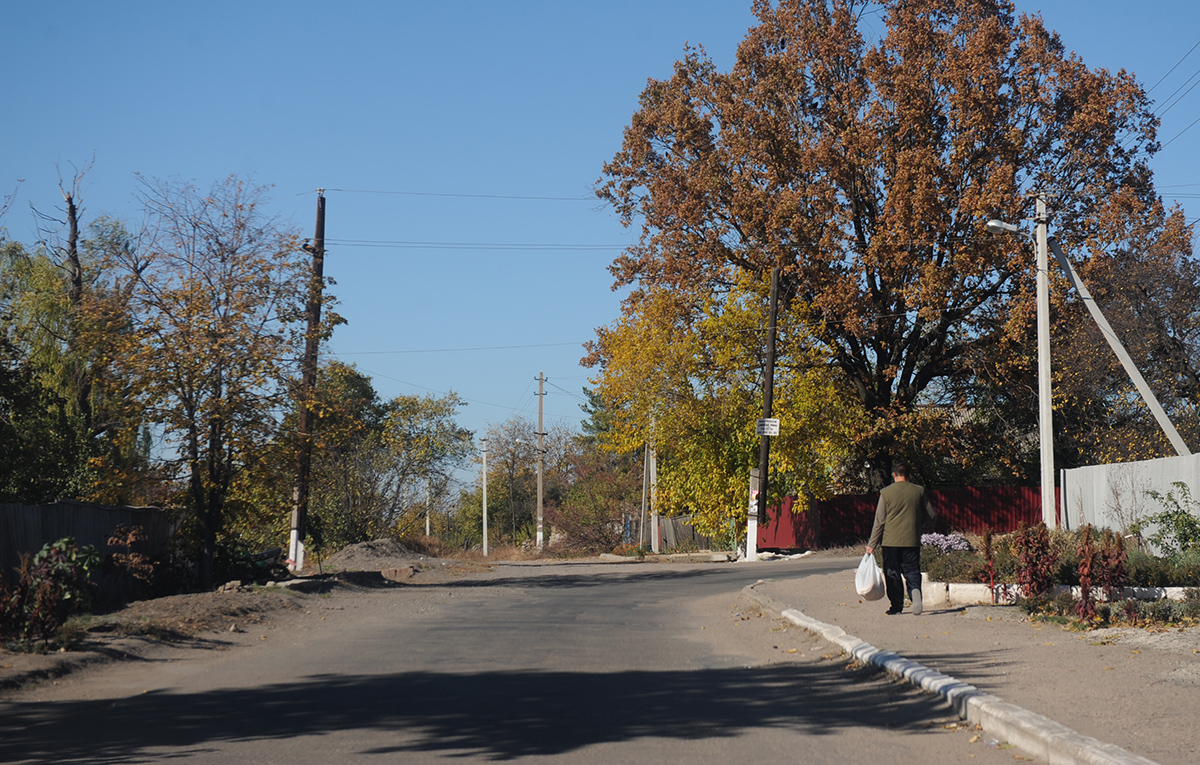
镇内街道

拉里诺，或按乌克兰语译为拉里内（烏克蘭語：Ларине），法理上是烏克蘭東部頓涅茨克州顿涅茨克区顿涅茨克市镇的鎮。該鎮位於卡利米烏斯河畔，始建於1872年，面積4.99平方公里，海拔高度115米，2013年人口2,775，人口密度每平方公里556.1人。